# ROT模式
，是一种对建筑建设与营运的方式。由政府委託民間機構或由民間機構向政府租賃政府舊建築物，予以擴建、整建、重建後並營運，營運期滿，營運權歸還政府。